# Монтенеро (Терни)
Монтенеро је насеље у Италији у округу Терни, региону Умбрија.
Према процени из 2011. у насељу је живело 204 становника. Насеље се налази на надморској висини од 331 м.